# Експозиція (фотографія)

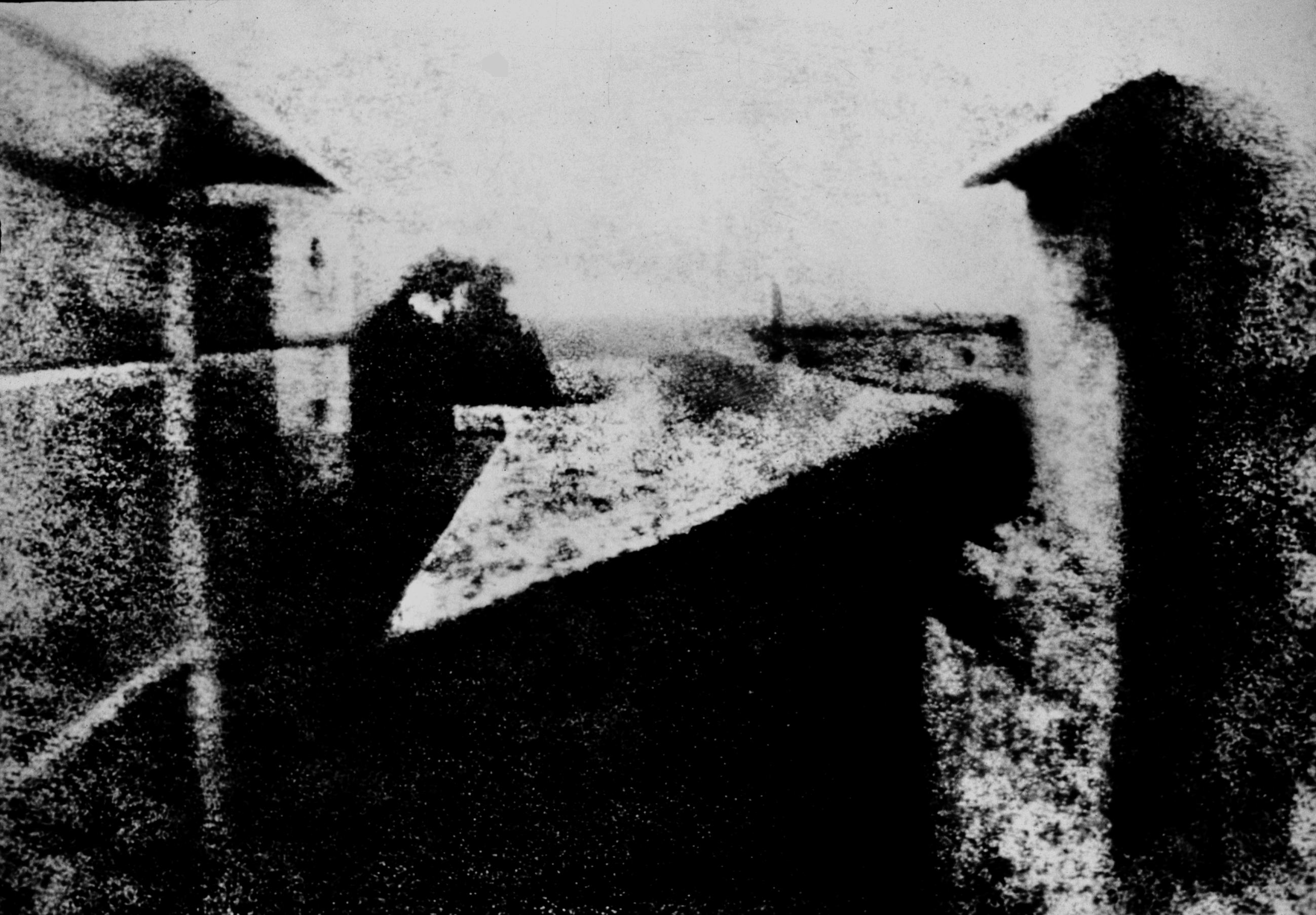
Перша вдала зафіксована фотографія, одержана Нісефором Ньєпсом у 1826 році

Експози́ція (від лат. expositio — «виставлення») — у фотографії — це кількість освітлення, що його дістає опромінюваний фотографічний матеріал. Дорівнює добуткові освітленості фотоматеріалу на час освітлення (витримку).
Експозиція залежить від яскравості об'єкта знімання (фотографування), світлосили об'єктива, світло- і кольорочутливості фотоматеріалу тощо. Визначають експозицію експонометрами, регулюють — фотографічними затвором і діафрагмою.
За міжнародною системою одиниць (Ci) експозицію вимірюють у люксах на секунду (лк*сек).